# Jatirejo (Ampelgading)
Jatirejo is een bestuurslaag in het regentschap Pemalang van de provincie Midden-Java, Indonesië. Jatirejo telt 5668 inwoners (volkstelling 2010).